# Les Indivisibles
Les Indivisibles est une association créée en janvier 2007 notamment par Rokhaya Diallo.
L'association fut à l'origine de la cérémonie satirique des Y'a bon Awards récompensant des déclarations jugées racistes par des personnalités publiques.

## Objectifs
L’association s'est donné le nom « Les Indivisibles » et utilise comme slogan « Français sans commentaire ». Ce nom est « inspiré de l’article premier de la Constitution française qui dispose que la France est une République laïque et indivisible. Nous nous sommes dits qu’il devait en être de même pour les Français ».
Elle a pour objectif de déconstruire les préjugés et clichés ethno-raciaux en utilisant l'humour et l'ironie, et de faire cesser la partition de la nationalité française selon une apparence physique.
Gilles Sokoudjou, président de l'association en 2012 écrit : « Les Indivisibles se sont créés sans prétention, sans moyens, sans fonds, juste la volonté de quelques amis de changer la donne sans passer pour des donneurs de leçons. Aujourd’hui, cette association créée en 2007 compte près de 300 membres tous bénévoles (rien à voir avec SOS Racisme), a rédigé près de 170 articles consultables sur son site Internet, recensé plus de 1 500 propos compilés contrevenant à notre Charte, tenus dans les médias par les personnalités publiques et organisé des happenings pour protester – comme récemment – contre les contrôles policiers au faciès par exemple. »
En 2016, selon des journalistes français, Rokhaya Diallo n'est plus membre de cette association,.

## Prises de positions
Pour la journaliste Habibou Bangré, qui consacre, en mai 2007, un article aux Indivisibles, « l'association sensibilise, avec humour, les Français aux préjugés et clichés véhiculés sur leurs compatriotes dits “de couleur”. Une initiative citoyenne. »
Depuis 2011, Les Indivisibles sont membres du collectif Stop le contrôle au faciès.

Invitée au lendemain de l'attentat contre Charlie Hebdo, l'ancienne présidente de la Haute Autorité de lutte contre les discriminations et pour l'égalité, Jeannette Bougrab, qui se présente comme la compagne de Charb, ce que dément initialement la famille de Charb, évoque d'innombrables menaces, et met en cause les Y'a bon Awards : 

« On leur a attribué des Y'a bon Awards, on les a stigmatisés en disant que ce sont eux les racistes […] on les a pointés du doigt pour les faire assassiner. »

Le président des Indivisibles, Amadou Ka, note que Jeannette Bougrab « confond les Indivisibles avec les Indigènes de la République, alors que nous sommes bien deux associations différentes. Et elle laisse entendre que nous avons déjà nommé Charlie Hebdo pour les Y’a Bon Awards alors que cela n’a jamais été le cas. »
Les Indivisibles portent plainte. Jeannette Bougrab l'emporte en appel en mars 2018.
En 2015, Caroline Fourest écrit qu'en 2012 Les Indivisibles ont attaqué physiquement l'une de ses conférences et elle note que « Les Indivisibles amalgament tous propos contre l'intégrisme à de l'"islamophobie" ».
En 2015, le biologiste Bernard Maro considère que Les Indivisibles font de « l'antiracisme sélectif » en revendiquant le racialisme et étant obsédés par l'islamophobie tout en ignorant l'antisémitisme.

## Procès
À la suite des propos tenus en 2014 par Éric Zemmour dans le journal Corriere della Sera, l'association Les Indivisibles se porte partie civile. L'écrivain est condamné dans un premier temps pour incitation à la haine envers les musulmans. L'avocat de l'essayiste annonce son pourvoi en cassation. Cette dernière annule sa condamnation en janvier 2018.
En 2015, l'association porte plainte pour diffamation contre le philosophe Pascal Bruckner qui a qualifié de « collabos » de l'islamisme Les Indivisibles et les Indigènes de la République, en les accusant d'avoir « justifié idéologiquement la mort des journalistes de Charlie Hebdo ».
L'audience a lieu le 1er décembre 2016. Du côté de la défense — qui faisait citer plusieurs témoins — « si chacun a reconnu l'existence d'un racisme ou d'une xénophobie visant des minorités, les intervenants ont d'abord clamé leur liberté de pouvoir critiquer toutes les religions, l'islam compris, sans pour autant être considérés comme des "islamophobes" ». Les défendeurs ont tous récusé ce terme, le considérant comme un « instrument d'intimidation infamant », ou « une escroquerie intellectuelle ». De son côté, Amadou Ka, président de l'association, a déploré que l'on fasse « porter le chapeau » aux Indivisibles qui condamnent « "ces choses ignobles" que sont les actes terroristes ». Il a également soutenu que « des minorités sont stigmatisées et que la parole raciste se libère en France ». Le 17 janvier 2017, les deux associations plaignantes sont déboutées de leurs demandes.
Laurent Bouvet — l'un des témoins cités par la défense — réagit à la décision de justice ; « Cette décision est importante. D'abord, en effet, parce qu'elle est une victoire de la liberté d'expression. Une liberté d'expression de tous ceux qui refusent de se laisser intimider par les entrepreneurs identitaires, comme les Indivisibles ou le PIR, qui utilisent tous les moyens possibles (des réseaux sociaux à la justice) pour faire progresser leur vision communautariste et séparatiste sur une base ethno-raciale dans la société française. », et il souligne, à la suite de Bruckner, « la continuité idéologique entre les formes les plus violentes, terroristes et djihadistes, et les formes les plus anodines de la dérive islamiste ou de l'islam politique ».

## Y'a bon Awards

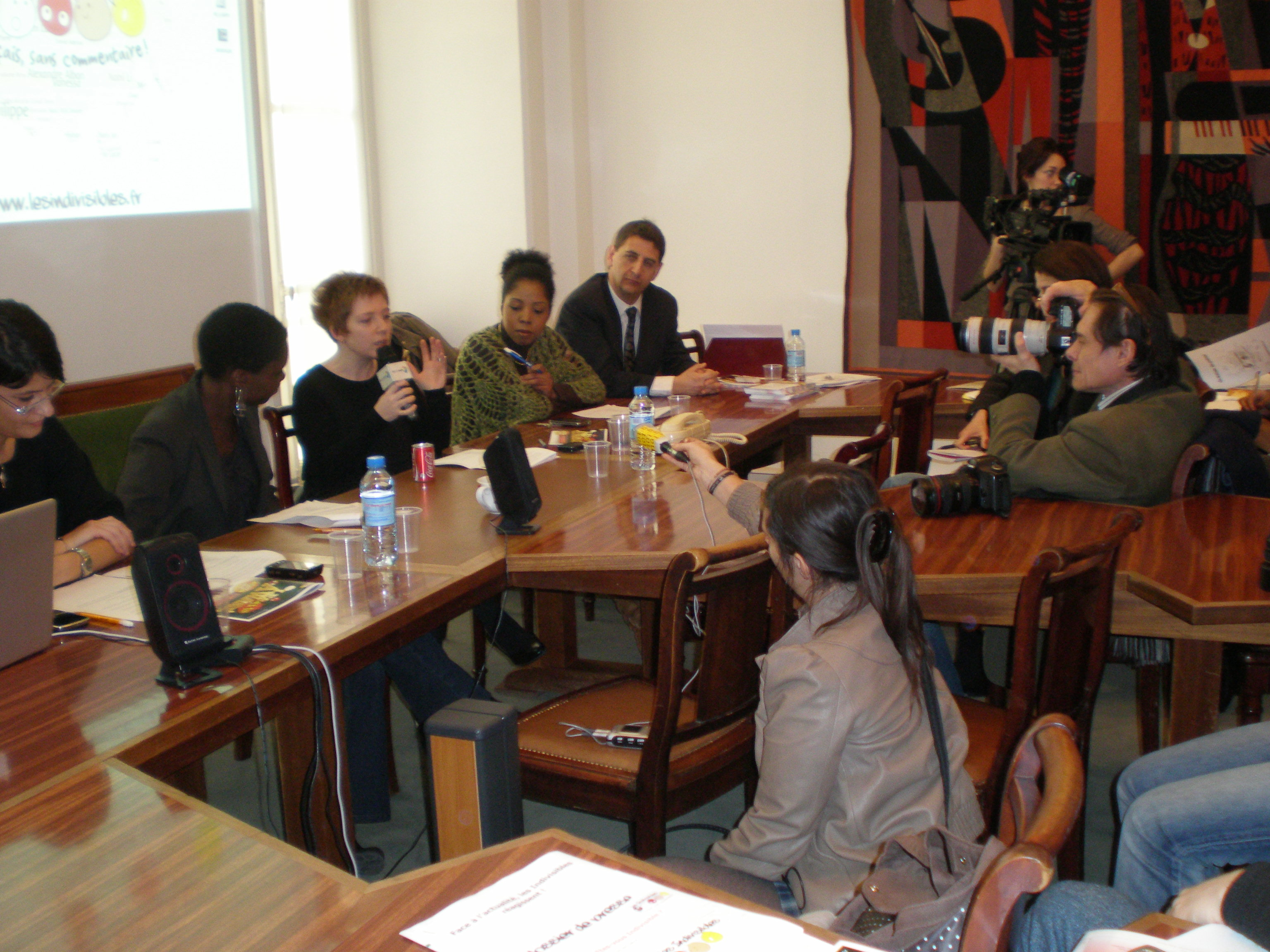
Conférence de presse 2009 de présentation des Y'a bon Awards.

La cérémonie satirique des Y'a bon Awards récompense en 2009, des personnalités ayant fait des déclarations jugées racistes. Le nom de la cérémonie évoque l’imaginaire colonial associé aux boîtes de cacao Banania dont le slogan était jusqu'en 1977 : « Y'a bon Banania » prononcé par un tirailleur sénégalais.
Les « meilleures » phrases prononcées sont sélectionnées par un jury et le public vote pour ses « préférées », explique Amadou Ka, président de l'association. Au cours de cette cérémonie humoristique sont décernées des bananes d'or — un trophée en forme de peau de banane dorée créé par l'artiste Alexis Peskine.
Pour le sociologue Jean Baubérot (membre du jury de l'édition 2012) : « les Y’a bon awards […] c’est d’abord un appel à une liberté responsable adressé à toutes celles et tous ceux qui disposent d’une parole publique ».
Le Parisien relève que la démarche « provoque, régulièrement, les foudres de personnalités médiatiques, en particulier quand elles figurent au palmarès ».
La journaliste Caroline Fourest, qui a elle-même reçu un prix, note, dans Éloge du blasphème (2015), à propos de la cérémonie ; c'est « une soirée très branchée et médiatisée où l'on remet des bananes symboliques pour récompenser et dénoncer les meilleures phrases racistes. Belle idée, sur le papier. Mais l'association s'est mise à viser sans discrimination les déclarations racistes et les propos laïques ».
En 2013, le chroniqueur Hadrien Desuin considère dans Causeur les y'a bon awards comme de l'« islamisme branché et masqué ».

### Y'a bon Awards 2009
Le 17 mars 2009, l'association a décerné les premiers Y'a bon Awards à Paris.
Les Y'a bon Awards 2009 élisent Éric Raoult, Pascal Sevran, Luc Ferry, Alain Finkielkraut, Sylvie Noachovitch et Ivan Rioufol.

### Y'a bon Awards 2010
Les Y'a bon Awards 2010, dont le média Rue89 était partenaire, récompensent le 27 mai 2010 ; Jacques Séguéla, Nicolas Sarkozy, Christophe Barbier, Éric Zemmour et Brice Hortefeux,.

### Y'a bon Awards 2011
Les Y'a bon Awards 2011 récompensent notamment Jean-Paul Guerlain, Robert Ménard, Éric Zemmour et Benjamin Lancar.

### Y'a bon Awards 2012
Le 19 mars 2012 a eu lieu, au Cabaret sauvage à Paris, la 4e cérémonie « controversée » des Y’a bon Awards. Le jury, présidé par Gilles Sokoudjou (Indivisibles), était composé de : Florence Aubenas (journaliste), Jean Baubérot (sociologue), Abdelkrim Branine (journaliste), Sébastien Fontenelle (journaliste), Faïza Guène (romancière/réalisatrice), Nacira Guénif-Souilamas (sociologue), Olivier Le Cour Grandmaison (historien), Jalil Lespert (comédien/réalisateur), Alain Mabanckou (romancier), Aïssa Maïga (comédienne), Frédéric Martel (journaliste/écrivain), Mokobé (rappeur), Maboula Soumahoro (civilisationniste), Youssoupha (rappeur).
Le jury décerne notamment un Y'a bon Award à Caroline Fourest, pour avoir dénoncé « des associations qui demandent des gymnases pour organiser des tournois de basket réservés aux femmes, voilées, pour en plus lever des fonds pour le Hamas ». Celle-ci proteste en accusant Les Indivisibles de soutenir l'intégrisme religieux et réagit au prix en déclarant que les « “Y’a bon Awards” déshonorent l’antiracisme ». Elle reproche à Rokhaya Diallo d'avoir signé une pétition refusant de soutenir Charlie Hebdo au lendemain de l'attentat de la nuit du 1er au 2 novembre 2011, au cours duquel les locaux du journal ont été incendiés par un cocktail molotov. Caroline Fourest déclare qu'« elle a l'intention de porter plainte pour diffamation et injure, voire pour incitation à la haine. »
Le 29 mars, le magazine Les Inrockuptibles — selon lequel « Caroline Fourest et Rokhaya Diallo s’affrontent » — offre ses colonnes aux deux personnalités engagées dans la lutte antiraciste. Rokhaya Diallo explique : « l’irrévérence est dans la tradition française, le prix les Y’a bon awards, c’est un prix où l’humour et la dérision sont un mode d’action de l’association », il s'agit de « remettre en question une certaine tendance universelle à énoncer des propos maladroits dans la sphère publique. » Caroline Fourest, qui « ne souhaite pas être dénoncée dans son combat pour les droits de la femme et contre les fanatismes », précise : « dans ce contexte, décerner un Y’a Bon Awards accrédite l’idée que je suis raciste et contribue à renforcer la propagande des radicaux et des intégristes qui m’attaquent toute la journée. »
L'humoriste Sophia Aram, à la tête d'une tribune collective d'intellectuels, de journalistes et de médecins à Libération, réclame ironiquement un Y'a Bon award, en soutien à Caroline Fourest et à Christophe Barbier. Tandis que d'autres personnalités, réunies autour de Christine Delphy, soutiennent les Indivisibles et regrettent la menace de judiciarisation en signant un « manifeste pour le droit à l'humour » intitulé « Y’a bon Awards : nous votons Caroline Fourest ! ».

### Y'a bon Awards 2013
La cinquième édition des Y'a bon Awards s'est déroulée le 10 juin 2013 au Cabaret sauvage à Paris et a été présentée par l'un des animateurs de la chaîne MTV Raphäl Yem. L'Union juive française pour la paix est partenaire de la soirée. Le jury 2013 était notamment composé de : Enora Malagré, Pascal Boniface, Rony Brauman, Oshen, Denis Robert, Nadir Dendoune, Didier Lestrade, DJ Pone, DJ Cut Killer, Marco Prince, Aya Cissoko.
Christophe Barbier est venu chercher son trophée des années précédentes (2012 et 2011). Il est le premier primé à venir récupérer son prix. Véronique Genest, Jean-François Copé, Franck Tanguy et Jean-Sébastien Vialatte reçoivent également des prix.
Élisabeth Lévy se voit décerner une banane d'or « pour l'ensemble de son œuvre ». Pour Bader Lejmi, organisateur de la cérémonie, son œuvre « cumule toutes les tares ».
Hadrien Desuin dans Causeur note : « Gare en effet à ceux qui critiquent le voile islamique comme un instrument de domination du mari sur son épouse, du père sur sa fille, de l’homme sur la femme. Manuel Valls a été nommé à deux reprises cette année, en particulier pour ses propos sur « le voile qui interdit aux femmes d’être ce qu’elles sont ». Dès lors, comment nier que la police de la pensée Y’a Bon dérive, année après année, de la légitime lutte antiraciste vers la défense d’un islam rétrograde ? »

### Y'a bon Awards 2015
Après une année 2014 sans manifestation, la dernière édition des Y'a bon awards se tient le 12 juin 2015 à Paris, retransmise par Beur FM partenaire officiel des Y’a Bon Awards 2015. Le jury est composé de Bruno Gaccio, Yassine Belattar, Ovidie, Christine and the Queens, Blanche Gardin, Médine, Gilles Sokoudjou, Chadia Arab, Marwan Mohammed, Julien Salingue, Sarah Carmona, Juliette Fievet, Claudy Siar, Sophie-Marie Larrouy, Steve Tran, Grace Ly.
En ouverture de la cérémonie, Alain Soral, Dieudonné et Jean-Marie Le Pen, sont dénoncés comme « les Businessmen de l’intolérance ». Les lauréats sont Philippe Tesson, Caroline Fourest, Michel Sapin, Philippe Val, Natacha Polony, Jean-Marie Le Pen.
En réponse à cette seconde récompense, Caroline Fourest rédige sur son blog une note accusant le jury d’être d’une « mauvaise foi renversante » sur cette question. L'un des membres du jury des Indivisibles, le chercheur en sciences politiques Julien Salingue, lui répond, sur son propre blog repris par le magazine en ligne Slate.
Le journaliste Bruno Roger-Petit — qui fut membre du jury de la cérémonie en 2008 — critique fortement l'édition 2015, reprochant au jury l'amalgame entre Le Pen, Fourest, Sapin, Val, Tesson et Polony, ainsi que l'absence de l'antisémitisme dans le palmarès.